# Шифр Тритемиуса
Шифр Тритемия — система шифрования, разработанная Иоганном Тритемием. Представляет собой усовершенствованный шифр Цезаря, то есть шифр подстановки. По алгоритму шифрования, каждый символ сообщения смещается на символ, отстающий от данного на некоторый шаг. Здесь шаг смещения делается переменным, то есть зависящим от каких-либо дополнительных факторов. Например, можно задать закон смещения в виде линейной функции (уравнения зашифрования) позиции шифруемой буквы. Сама функция должна гарантировать целочисленное значение. Прямая функция шифрования должна иметь обратную функцию шифрования, тоже целочисленную.

## Математическая модель
Уравнением зашифрования называется соотношение, описывающее процесс образования зашифрованных данных из открытых данных в результате преобразований, заданных алгоритмом криптографического преобразования.
Уравнение зашифрования для шифра Тритемиуса имеет следующий вид:
{\displaystyle L=(m+k)\ mod\ N}
где L- номер зашифрованной буквы в алфавите; m — номер позиции буквы шифруемого текста в алфавите; k — шаг смещения(функциональная зависимость от позиции буквы в сообщении); N — число букв алфавита.
Некоторые варианты вычисления шага смещения k:
{\displaystyle k=Ap+B,}
{\displaystyle k=Ap^{2}+Bp+C,}
где p — позиция буквы в сообщении.
1. Вычисляем смещение k.
2. Находим код зашифрованной буквы, пользуясь следующим уравнением: {\displaystyle L=(m+k)\ mod\ N}(расшифрование {\displaystyle m=(L-k)\ mod\ N}), где L — код зашифрованной буквы в алфавите; m — код буквы шифруемого текста в алфавите; k — смещение; N — число букв алфавита.
3. По коду L восстанавливаем очередную букву криптограммы.
4. Повторяем пункты 1..3 до окончания текста шифрограммы.

В случае, если при расшифровке разность {\displaystyle L-k} становится отрицательной, добавляем к ней N до тех пор, пока она не станет положительной. После этого уже берем остаток от деления.
Для {\displaystyle k=2p^{2}+5p+3} и алфавита:
| А | Б | В | Г | Д | Е | Ё | Ж | З | И | Й  | К  | Л  | М  | Н  | О  | П  | Р  | С  | Т  | У  | Ф  | Х  | Ц  | Ч  | Ш  | Щ  | Ъ  | Ы  | Ь  | Э  | Ю  | Я  |    | ,  | .  |
| - | - | - | - | - | - | - | - | - | - | -- | -- | -- | -- | -- | -- | -- | -- | -- | -- | -- | -- | -- | -- | -- | -- | -- | -- | -- | -- | -- | -- | -- | -- | -- | -- |
| 0 | 1 | 2 | 3 | 4 | 5 | 6 | 7 | 8 | 9 | 10 | 11 | 12 | 13 | 14 | 15 | 16 | 17 | 18 | 19 | 20 | 21 | 22 | 23 | 24 | 25 | 26 | 27 | 28 | 29 | 30 | 31 | 32 | 33 | 34 | 35 |

Оригинальный текст:
```
Съешь же ещё этих мягких французских булок, да выпей чаю.
```

Шифрованный текст
```
ФБЩШЛГД Ч.ЪСЧДП ЕО,ЧЁЬЙЙЛЮЩЛ РЬА РЙХАКЕЛ,РЮШЮЭ,НТЩВ,ПЁФЦВ
```